# منشور لندن

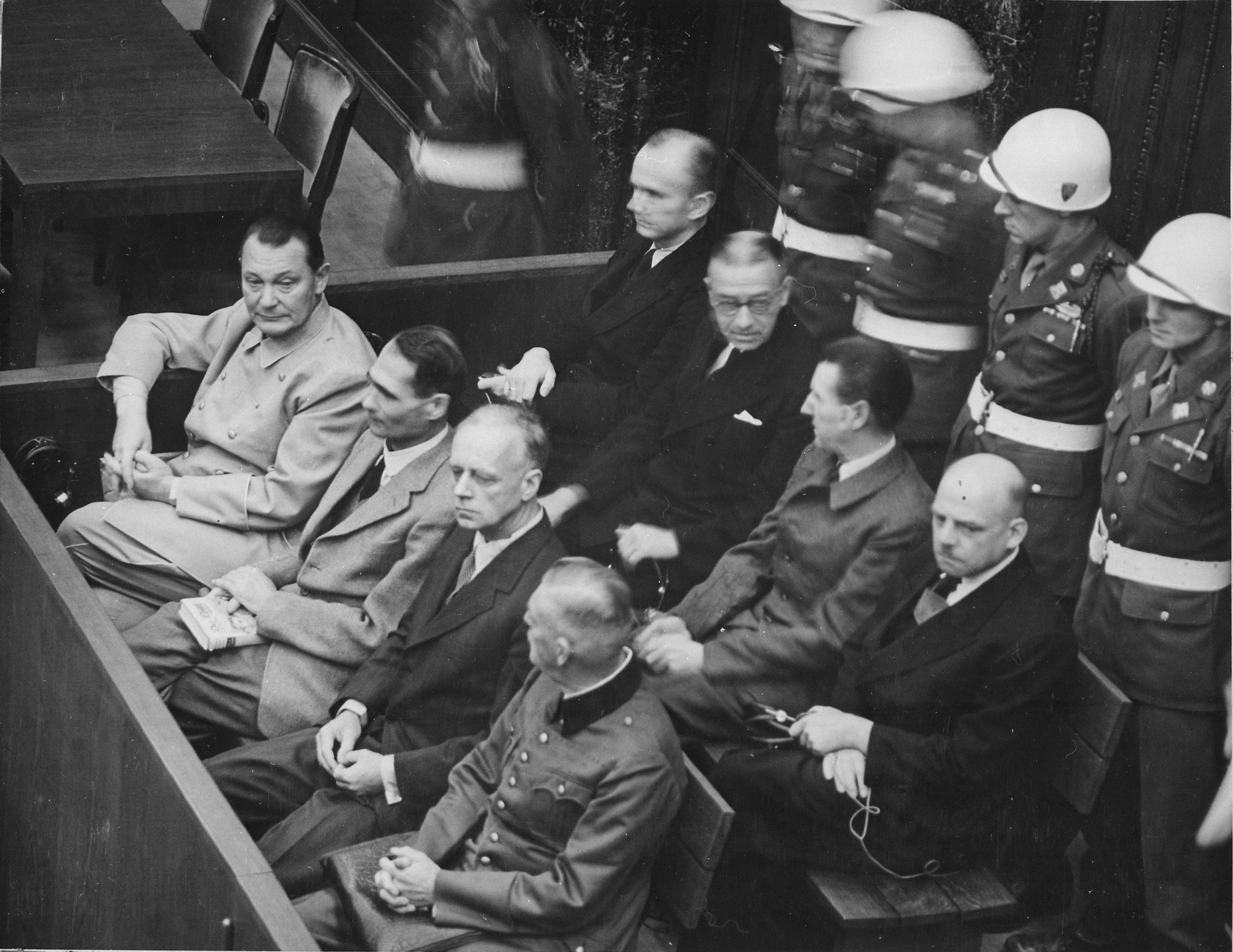
دادگاه بین‌المللی نظامی

منشور دادگاه بین‌المللی نظامی(Charter of the International Military Tribunal) که به عنوان منشور نورمن و منشور لندن(London Charter) نامیده می‌شود. فرمانی است که توسط کمیته مشورتی اروپا در تاریخ ۸ اوت ۱۹۴۵ صادرشد. در این دستورالعمل قوانین و رویه‌های مربوط به دادگاه نورنبرگ معین گردید.
ر این منشور موضوع محاکمه جنایات انجام شده توسط نیروهای محور مورد تأیید قرار گرفت و مقرر شد که سه دسته جنایت در دادگاه مورد بررسی قرار گیرد.
- جنایات علیه صلح
- جنایات جنگی
- جنایات علیه بشریت

ماده هشتم منشور همچنین بیان داشت که برگزاری یک موقعیت رسمی، دفاع از جنایات جنگی نیست و دادگاه برای برقراری عدالت است و احترام به دستورها تنها می‌تواند در کاهش مجازات مورد توجه قرار گیرد.
آیین دادرسی کیفری مورد استفاده توسط دادگاه برگرفته از آیین دادرسی قانون مدنی بوده و فاصله بیشتری تا به آیین‌های دادرسی کامن لا دارد.
در این منشور پیش‌بینی شده‌است که متهمانی که مجرم شناخته می‌شوند، می‌توانند نسبت به حکم صادره در شورای کنترل متحدان تقاضای فرجام خواهی کنند. علاوه بر این، آنها مجاز به ارائه مدرک در دفاع خود و بررسی شاهدان می‌باشند.